# Pisinna kershawi
Pisinna kershawi is een slakkensoort uit de familie van de Anabathridae. De wetenschappelijke naam van de soort is voor het eerst geldig gepubliceerd in 1878 door Tenison-Woods.